# Richard Edwards
Richard Edwards (Yeovil, 1525 - Londen, 31 oktober 1566) was een Britse componist en toneelschrijver.

## Biografie
Zijn opleiding voltooide hij in Cambridge en Oxford en hij aanvaardde in 1561 de leiding van het kinderkoor aan de Chapel Royal. Naast enkele werken van de kerkelijke vocale muziek zoals madrigalen, motetten en messen lag het zwaartepunt van zijn muzikale creativiteit bij de compositie van zogenaamde schoolmuziekdrama's, een voorvorm van de Britse opera. In deze werken werden meestal antieke materialen met muzikale middelen voor gebruik in de school bewerkt. Enkele van deze werken van Edwards, waaronder Palamon and Arcite, bleven deels behouden. Ook zijn eerste Engelstalige tragikomedie Damon and Pithias bleef behouden (in 1564 geschreven, in 1571 gedrukt). Het gaat over een bewerking van materiaal van het verhaal van Damon und Phintias.
In Romeo en Julia neemt William Shakespeare Edwards song When griping grief the heart doth wound over.